# Stenogyne kauaulaensis
Stenogyne kauaulaensis är en kransblommig växtart som beskrevs av K.R. Wood och H. Oppenh.. Stenogyne kauaulaensis ingår i släktet Stenogyne och familjen kransblommiga växter. Inga underarter finns listade i Catalogue of Life.